# Porfirio Bas
Porfirio Bas (nacido como Porfirio de Jesús Muñoz Bas, el 23 de setiembre de 1954 en Mérida, México) es una personalidad del medio artístico mexicano. Es cantante, actor, músico, compositor, arreglista, director musical, productor, escritor, locutor y pastor.

## Reseña biográfica

### Infancia
Porfirio Bas a los 8 años de edad, inició sus estudios artísticos bajo la enseñanza de su madre empezando por la guitarra. Más adelante sus hermanos mayores Fernando y Carlos le ayudaron a seguir desarrollándose. Tomó un curso de solfeo en Cuernavaca con el profesor Francisco Batalla Mastache en el año 1965. En los años 70’ tuvo maestros particulares de guitarra como Heriberto Castillo y Eduardo Ugalde, y se consideraba músico empírico hasta que asistió a la Escuela Libre de Música de la ciudad de México de los años 1980 a 1985. Estudió nivel 1, 2, y 3 de música así como arreglo y dirección musical bajo el Profesor David Soulé. Aprendió a tocar guitarra, bajo, piano y teclados electrónicos. 
Más adelante recibió instrucción de canto de la maestra Carolina Quintero en Ciudad de México también. 

### Carrera artística
A los 19 años inició su carrera artística siendo la imagen comercial de Kodak cantando el tema musical "Todas las cosas bellas". En ese mismo año protagonizó la película Celestina, una adaptación del clásico de Fernando de Rojas, dirigida por Miguel Sabido con la actuación de Isela Vega, Luigi Montefiore, Ofelia Guilmain y un gran elenco. Al final de ese mismo año empezó su carrera teatral como actor con la obra Mamá nos quita los novios junto a Silvia Derbez, Rafael y Rocío Banquell. 

A los 20 años protagonizó comerciales para televisión de las compañías Ford, Chicle Adams y Colgate Palmolive. En ese mismo año actuó en diferentes capítulos de las series de televisión del canal 13 dirigidas por Antulio Jiménez Pons Los Lunes Teatro y Canasta de Cuentos Mexicanos. De la misma manera ese año interpretó el papel de Juan en la telenovela Los bandidos de Río Frío, codirigida por Antulio Jiménez Pons y coprotagonizada por Rogelio Guerra, Blanca Sánchez Julio Aldama, Julissa y Ofelia Guilmáin, que se rodó entre las ciudades de México y Cuernavaca.
Desde los 20 hasta los 26 años participó como actor de fotonovelas trabajando con estrellas como Jaqueline Andere, Verónica Castro, Lucía Méndez, Sasha Montenegro, Laura Flores, Marianda, Susana Dosamantes, Dulce, Daniela Romo, Edith González y otras muchas más, eran capítulos de edición semanal y se calcula que se distribuyeron unos 12 millones de ejemplares en todo el continente americano. 
“Cita de Oro” fue el premio que recibió en el año 1974, de manos de Mario Moreno, “Cantinflas” y Manuel de Landa, dueño de la empresa ediciones ELE, a la “Revelación Masculina”. Protagonizó con Sasha Montenegro la película La vida difícil de una mujer fácil en 1975. En esta película realizó un papel que lo constituye como el último nieto de la “Abuelita del Cine Nacional” Sara García, ya que ésta fue la última película de la famosa estrella. 
En 1975 el Columbia College Panamericano le entregó un diploma de honor «por su destacada labor desarrollada en las ciencias y artes de la comunicación», Ciudad De México. 
El Estado de Sonora, de manos de su gobernador: Carlos Armando Biebrich, le entregó un Diploma de Honor, en reconocimiento a su participación en el Festival del Cine Mexicano, con la película La vida difícil de una mujer fácil.
En 1976, bajo la dirección de Luis Gimeno, interpretó el papel de Rolf en el musical La novicia rebelde, versión mexicana de The Sound of Music con la actuación de Lupita D’allecio y Enrique Álvarez Félix. Al lado de Verónica Castro, actuó en la comedia Coqueluche presentándose en las ciudades principales de la República Mexicana. En televisión, ese mismo año actuó en tres telenovelas de Televisa: Telemecánica Nacional con Olga Breeskin, Jorge Arvizu, Sergio Ramos y Germán Robles, Ladronzuela con Macaria, y Mundo de juguete con Ricardo Blume, Sabi Camalich y Graciela Mauri.
En 1977 actuó en la telenovela de Televisa Sandra y Paulina con Jaqueline Andere. En teatro participó como actor en Papá, no quiero ser hombre, una sátira con Sergio Ramos “El Comanche” y Porfirio Bas como su hijo, y Usted también podrá disfrutar de ella con Rogelio Guerra y Diana Torres. 
En el año 1978 empezó como arreglista y director musical del grupo “Latinshow” que formó con su hermano Carlos, hizo presentaciones en Europa incluyendo Suecia, Alemania y Francia, cantando música Latina, brasileña y mexicana. También participó en la obra Julieta tiene un desliz con Magda Guzmán y Julián Duprez que se extendió en giras por toda la república Mexicana hasta el año 1979. “Dime si no” fue la canción ganadora del Segundo lugar del Festival del Nuevo Bolero auspiciado por el Canal 13 de México, D.F. en 1980. Interpretada, compuesta y arreglada por Porfirio Bas. 
En el año 1980, como director musical del grupo Éxtasis se presentó en el restaurante La Ponderosa de Ciudad Satélite durante seis meses consecutivos. Luego en ese mismo año, en el Teatro de los Insurgentes se presenta la obra teatral La pandilla con Silvia Pasquel, Benny Ibarra y la actuación especial de Porfirio Bas en el papel de Mateo, uno de los apóstoles de Jesús. 
Como arreglista y director musical de la estrella yucateca Imelda Miller; se realizaron shows entre los años 1981 y 1982 tocando en sus giras como pianista. En 1982 actúa junto con Victoria Ruffo en la telenovela de Televisa La Fiera. 
En el año 1983, el Teatro Ferrocarrilero se convierte en la sede para la presentación teatral de Los tres mosqueteros, el clásico de Alexandre Dumas en versión de Javier Díaz Dueñas, donde interpretó a uno de los mosqueteros, Aramís.
En 1984 actúa en la telenovela Sí, mi amor, al lado de Edith González y Leonardo Daniel, y en Guadalupe, con Alma Delfina, dirigida por Rafael Banquells. También participó en conjunción con Lalo Casanova, en los arreglos musicales del Fausto de Goethe, adaptado por Javier Díaz Dueñas y presentado en el teatro Ferrocarrilero. 
Otra vez se desarrolla como arreglista y director musical del programa y show No Empujen, producido y dirigido por Raúl Astor en Televisa, San Ángel, entre los años 1982-1985. Allí interpretó papeles de comedia, tocó la guitarra y cantó, todo ello en el mismo programa, acompañando al “atractivo visual”, como se le conoce, de Felicia Mercado, Olivia Collins y Alica Fahr, entre otras muchas estrellas como Carlos Ignacio y Jorge Ortiz de Pinedo. Esta producción también fue llevada a las principales ciudades de la República Mexicana.

### Conversión al Cristianismo
Porfirio Bas entregó su vida al Señor Jesucristo el 23 de julio de 1984 y a partir de ese momento su vida dio un giro de 180 grados, ya que se convirtió en pionero de la música cristiana. 
En 1985 produjo su primer casete de música cristiana, titulado Él es mi Pastor y producido por Saturno Records, bajo la dirección musical de Lalo Casanova: el casete se difundió por medio de instituciones religiosas distribuyéndose en México, Estados Unidos, y Centro y Sudamérica. En esta obra Porfirio Bas actuó como canta-autor de los temas “Él es mi Pastor”, “Lo abarca todo”, “Llevó una cruz”, “Mi salvación”, “La cena del Señor”, “De hoy en adelante”, “El amor”, “Mi camino cambió”, “Qué bello imaginar” y “Bienaventuranzas”. Esta producción lo llevó a dar más de 200 conciertos en las ciudades de la República Mexicana, Estados Unidos, y en Centro y Sudamérica.
Ese año regresó a la actuación con la telenovela Ave Fénix en Televisa, haciendo la pareja estelar con Laura Flores. También actuó como estrella invitada en los programas Caras y gestos con Fito Girón y Las suegras con Lucy Gallardo. 

Porfirio Bas también actuó como pareja de la estrella Lourdes Munguía en la telenovela de Televisa Te Amo en 1986, y en 1987 compuso la canción “Lo que el amor perdona” que sirve como tema musical para la telenovela Profesión Señora, protagonizada por la estrella argentina Leonor Benedetto y el primer actor Julio Alemán y dirigida por Manolo García, en la que también Porfirio Bas interpretó como actor el papel de un trovador solitario. 
En el 1986 también actúa como estrella invitada en el show televisivo Basta con Raúl Vale y en 1987 en “XE Tú” programa con René Casados. Ese mismo año participó en el comercial para televisión del libro Pasos hacia una vida mejor, que es una versión del Evangelio según San Juan distribuido por Medios Educativos, A.C. 
En 1988 produjo y dirigió dos documentales: Del corazón de México al mundo auspiciado por el Instituto Lingüístico de Verano, por 30 años de actividades en México y sus comunidades indígenas; y Caravanas médicas, auspiciado por Medios Educativos, A.C. mostrando al público la efectividad en la higiene en lugares remotos. En ese año fue nombrado miembro del consejo directivo de la Asociación Nacional de Intérpretes (ANDI) en la que sirvió por dos años. Ese año fue premiado con un Diploma expedido por Medios Educativos, A.C. En el “Festival, Un Nuevo Canto a la Juventud”, en Atizapán, Edo. De México, por el canto juvenil positivo. 
El testimonio de vida de Porfirio Bas fue incluido en el libro Fuerza para vivir, del que se distribuyeron 2 millones de ejemplares en la República Mexicana. Otro material que se produjo en televisión bajo la dirección y producción de Porfirio fue: “El Plan Maestro de Discipulado” en siete capítulos, auspiciado por Medios Educativos, A.C. en 1989. En ese mismo año, se hizo parte del elenco de la telenovela de Televisa Simplemente María dirigida por Arturo Ripstein, co-actuando con las estrellas Victoria Ruffo y Silvia Derbéz y en actuación especial se presenta en el Programa especial de Avon cosméticos: “Una canción con imaginación” en el que canta y actúa y recibe un diploma de Avon, por su apoyo a ese evento. 
Todas las telenovelas mencionadas se producen por la empresa Televisa transmitidas en México, Estados Unidos, y en Centro y Sudamérica y algunas de ellas en Europa, Asia y parte de África, dobladas a idiomas como el chino, el italiano y el francés, entre otros.
Hizo arreglos musicales y dirección escénica para el show Parafahrseando con Alicia Fahr, estrella argentina que se presentó en varias ciudades de la República Mexicana, también en el año 1990. 
En 1985, 1987 y 1990, Porfirio Bas recibió el premio “La Rosa De Oro” de la Asociación Mexicana de Periodistas, A.C. por la proyección de su imagen y talento en los medios de difusión de México y el Mundo. 
En los años 1990 y 1991 también realizó producciones para comerciales de televisión. En ese tiempo se asoció con el doctor Sam Medina para desarrollar la agencia de publicidad Creative Broadcasting Agency con actividad en México, D.F. y Lubbock, Texas. Estados Unidos. Se produjeron vídeos comerciales para las empresas Smith & Jarrel Associates, de Houston, Texas, y Ginter Eye Care Center, así como para los bufetes de abogados Sepúlveda y García y Turner & Medina de Lubbock, Texas. 
Durante la misma época en Cali, Colombia; se produjo junto con Medios Educativos de Colombia, un programa especial sobre las medidas preventivas contra el cólera, que es difundido por las televisoras de Sudamérica para proteger a la población de la terrible enfermedad. Además de producirlo y dirigirlo, Porfirio actuó como el médico que da las instrucciones al público acerca de cómo protegerse. 
En ese año la Billy Graham Evangelist Association nombra a Porfirio Bas miembro del consejo directivo para organizar el evento llamado “Misión Mundo”, programa que se transmitió a través del “River Plate” en Argentina, la imagen del famoso evangelista internacional a centros estratégicamente designados en la República Mexicana.

## Ministerio
El 18 de febrero de 1992, fue invitado por el Actuario Oscar Franco Salazar a fundar la Institución de Asistencia Privada: “Armonía Familiar”, en la cual fue nombrado Secretario del Consejo Administrativo y Director General. Durante ese año Porfirio Bas, junto con su esposa Concepción Monforte-Bas realizaron una serie de conferencias basadas en su libro inédito: “El A,B,C, del Hogar Feliz” en las ciudades de México, Cuernavaca, Veracruz y más adelante se extendieron hasta el estado de Texas en los Estados Unidos. 
Estas conferencias son parte de la vida de esta pareja, pues por medio de ellas se ayudan a los matrimonios a elevar el estándar de vida. 
En 1993, el Ministerio Panamericano y la Primera Iglesia Bautista de Ciudad Satélite, se asociaron en la producción del casete y concierto “Dios Con Nosotros” dirigido por el doctor Leslie Gómez Cordero, en el que Porfirio Bas fue invitado para hacer el papel de narrador así como cantante, en medio de un coro de 150 voces incluyendo a su esposa Concepción Monforte-Bas que se presentó en vivo con una audiencia sin precedente: 4,000 personas aproximadamente para un concierto de música sacra. Este casete también fue distribuido por instituciones religiosas y de benevolencia. Más adelante, este mismo concierto fue presentado en las ciudades de Dallas y Austin, TX. En el año 2007.

Otro casete de grabaciones de música fue producido con temas musicales enfocados en la familia y de actitud positiva, este fue realizado en 1994, con el mismo nombre de la institución ya mencionada “Armonía Familiar”, cantado en su totalidad por Porfirio Bas y producido en San Antonio Texas bajo la dirección musical de Marco Flores. Este caseto se distribuyó de la misma manera que los otros dos. Los temas compuestos por Porfirio Bas en esa producción son: “Quiero un mundo diferente”, “Jimena”, que también es el nombre de su hija, y dedicada a la quinceañera, cuya letra es de su esposa Concepción Monforte-Bas, y música de Porfirio Bas, y “Juntos podemos llegar” letra de Porfirio Bas y música de Marco Flores. El estreno de esta producción se realizó en el Teatro de La Ciudad de México el 12 de febrero de 1994, con la participación de Edith González, Rafael Inclán, Alicia Fahr, Olivia Collins y como oradores, el Presidente de la institución el Actuario Oscar Franco Salazar y el Juez de corte de distrito en Lubbock, TX. El Dr. Sam Medina. 
Esta obra fue mantenida en actividad hasta el año 1997 en que decide emigrar, junto con su esposa e hijo menor Jorge Muñoz Monforte a los Estados Unidos, dejando atrás a su hija Laura Jimena Muñoz Monforte, recién casada con Xavier González Polo. En ese año fue nombrado evangelista de la Iglesia Bautista Alianza, y en el año 1998 lo ordenaron al ministerio como pastor. 
Previamente en los 80’s, había asistido a clases del Seminario Teológico Bautista Mexicano en Lomas Verdes, Estado de México y ya viviendo en Lubbock, TX. USA, tomó estudios religiosos en la Wayland Baptist University. 
Incluida la predicación de la Biblia y a través de la música y el canto llevó su ministerio a Colombia, Panamá, Argentina, México y a varias entidades de los Estados Unidos, incluyendo Hawái. 
En 1999 y hasta 2006 ejerció el pastorado de la Primera Iglesia Bautista de Lubbock, TX. También realizó diferentes campañas evangélicas como “Hay Esperanza, Cristo se interesa por ti”. Por otro lado desde el 11 de septiembre de 2001 hasta enero de 2009 tuvo a su cargo el programa Noticias Telemundo para usted. transmitido diariamente por la empresa Telemundo, Canal 46 de Lubbock, Texas, en el que trabaja como “anchor” (locutor principal) y escribe y produce notas periodísticas. 
En el 2002, la American Heart Association lo honra nombrándolo miembro del consejo directivo de la sucursal de Lubbock. (Lubbock Chapter).
Del año 2000 al 2002 fue nombrado Presidente del Compañerismo “Emanuel” de Iglesias Bautistas Hispanas de Lubbock, TX, que reunió a 23 iglesias del área. En 2002 se destacó como miembro del Concilio de la Lubbock Area Baptist Association, agrupación de 107 iglesias bautistas que lo nombra en 2004 como Segundo Vicepresidente y en el 2006 como Primer Vicepresidente. En ese año también fue llamado a pastorear la recién formada iglesia International Christian Fellowship de Lubbock y que agrupa personas de diversos países y culturas incluyendo: Corea, Vietnam, India, China, Nigeria, Canadá, México y otros países latinos, cuyo idioma oficial es el inglés; y en 2008 la Lubbock Area Baptist Association lo nombró Presidente de la institución, labor que ejerció hasta que fue llamado como pastor de la Cockrell Hill Baptist Church de Dallas, TX, desde febrero de 2010. 
El 5 de junio de 2011, se iniciaron los servicios religiosos para establecer la Iglesia Bautista Alianza de Dallas, Texas, en la que Porfirio Bas fue nombrado pastor fundador. 
El 16 de septiembre de 2012 hasta la actualidad, Porfirio Bas fue llamado a formar la fusión de las instituciones religiosas Iglesia Bautista Alianza de Dallas y Cliff Temple Baptist Church, en Oakcliff, suburbio de Dallas, TX. 
Porfirio Bas fue nombrado pastor de Cliff Temple en español y desarrolla un trabajo conjunto al lado del doctor Brent McDougal como pastor en inglés.
En el año 2021 ya como ministro de música del ministerio de One Accord Fellowship Church ubicado en Lubbock Texas, USA dirigido por el Pastor Sam Medina produjo los arreglos musicales del evento navideño llamado Christmas In The City con la Orquesta Sinfónica de Lubbock. Este fue el último evento en el que participó activamente para la gloria de Dios.  

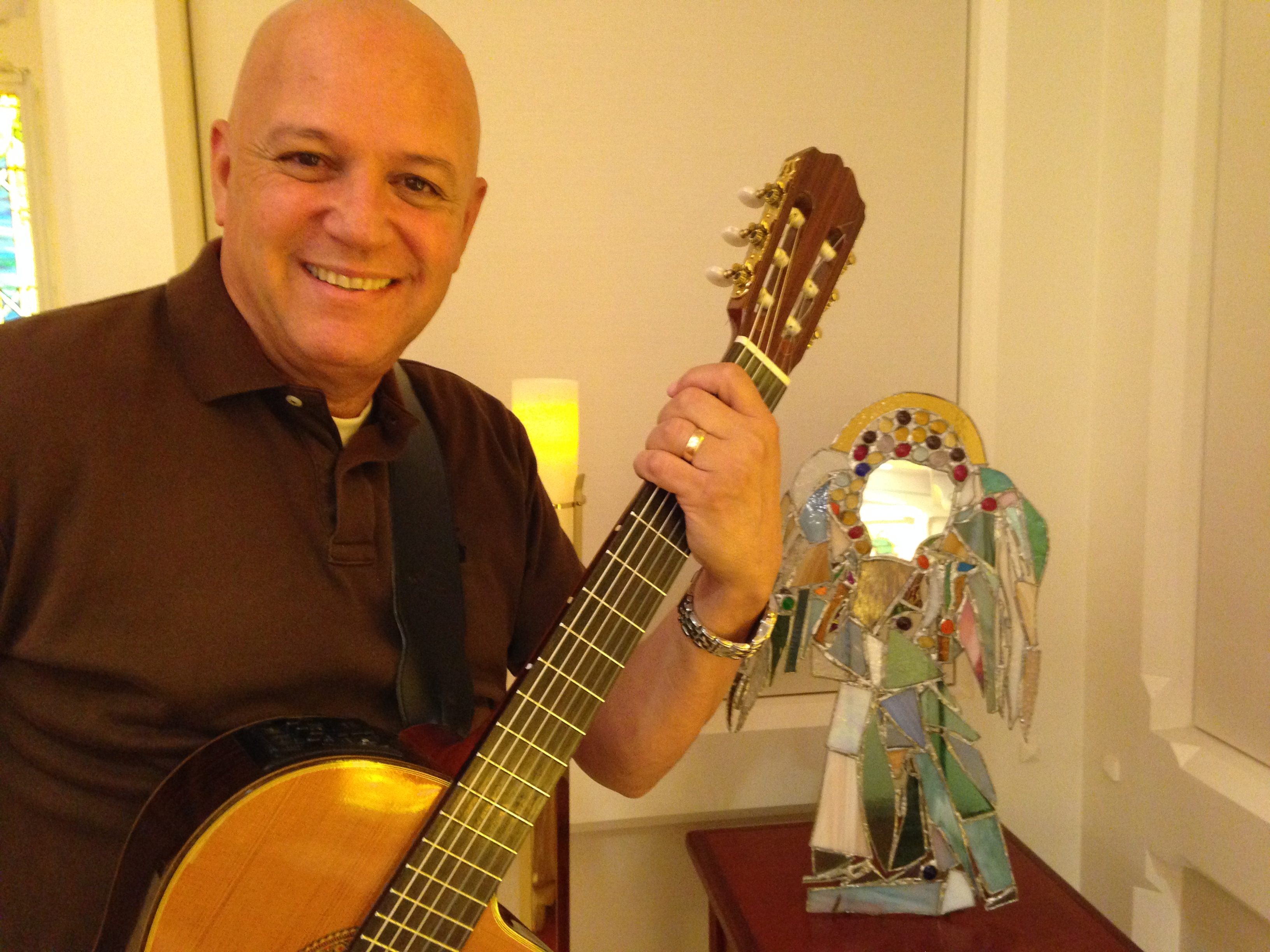

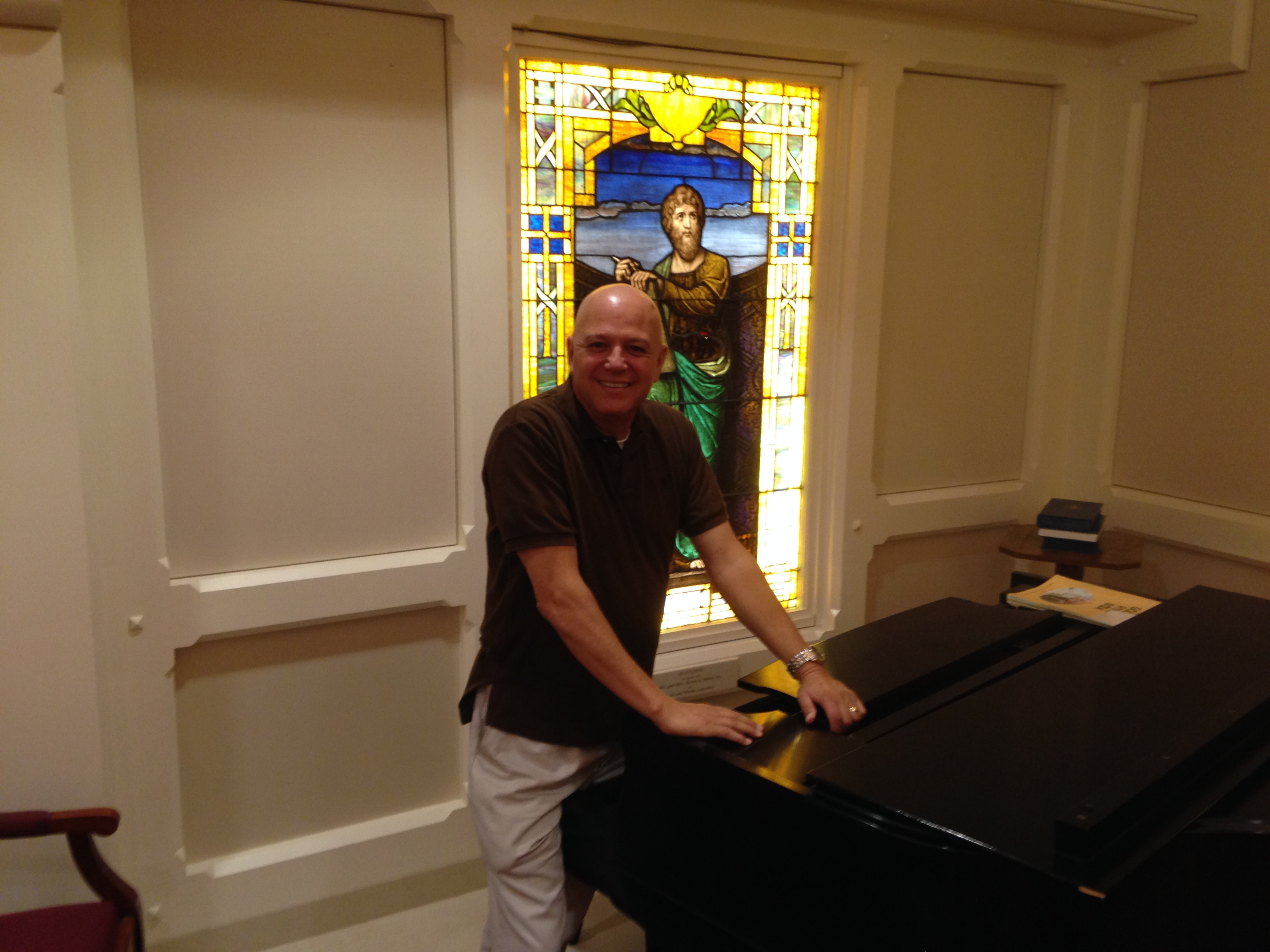

## Vida personal
Porfirio Bas está casado con Concepción Monforte – Bas y tienen dos hermosos hijos, Jimena y Jorge.
Su familia son nacionalizados americanos en el 2004 con honores: El Representante de la cámara Randy Naugebauer le entregó una bandera con un certificado firmado por el arquitecto del capitolio que establece que dicha bandera fue ondeada en el capitolio de Washington en honor de la ciudadanía de la familia Bas Monforte y el Presidente George W. Bush envió una misiva de felicitaciones con palabras de aliento para la familia. 
Un equipo de “Fox 34 News at Nine”, dirigido por Jeff Klotzman, de Lubbock, fue enviado a Dallas para transmitir un segmento de su programa de noticias acerca de la familia y presentando a Porfirio como actor, evangelista, músico y “News-man”. 
También él es reconocido en el año 2010 por un diploma que le acredita como miembro de la organización del Presidente George W. Bush en Dallas, TX. 

## Premios y reconocimientos
- Cita de Oro (1974)
- Dime Si No (1980)
- La Rosa De Oro (1985,1987, 1990)